# Heringen/Helme
Heringen/Helme – miasto oraz jednocześnie gmina (niem. Landgemeinde) w Niemczech, w kraju związkowym Turyngia w powiecie Nordhausen, nad rzeką Helme.
Miasto pełni funkcję „gminy realizującej” (niem. erfüllende Gemeinde) dla dwóch gmin wiejskich: Görsbach oraz Urbach.

## Współpraca
Miejscowości partnerskie:
- Heringen (Werra), Hesja
- Löhnberg, Hesja (kontakty utrzymuje dzielnica Auleben)
- Odolanów, Polska